# Vaszilij Ivanovics Jancsenko
Vaszilij Ivanovics Jancsenko (orosz betűkkel:  Василий Иванович Янченко; Nyikolszkoje, 1894. január 1. – Egyesült Államok, Dade megye, 1959. augusztus) orosz katona, zászlós, az Orosz Birodalom 2. legeredményesebb vadászpilótája volt. Az első világháború során 16 igazolt légi győzelmet ért el, így második Alekszandr Kazakov mögött.

## Élete
1894-ben született Nyikolszkoje (ma Usszurijszk) városban, az Orosz Birodalom távol-keleti részén.

### Részvétele azelső világháborúban
Szolgálatát a 7. Hadtest pilótájaként kezdi meg. Győzelmeinek jelentős részét (14-et) ennél a beosztásánál érte el, míg további kettőt a 32. Hadtest szolgálatában. Első győzelmét 1916. június 25-én szerezte meg, Podgajci közelében, mikor egy Aviatik B.III-as gépet lőtt le. Ezek után október 4-én szerezte meg második légi győzelmét. A keleti fronton sorra aratta győzelmeit Hansa-Brandenburg C.I típusú osztrák–magyar, és Albatros D.III típusú német repülőgépekkel szemben. Győzelmeit Nieuport 11-es és Nieuport 21-es repülőgépével érte el. Utolsó győzelmét 1917. október 14-én szerezte meg Gorodok légtere felett egy Albatros D.III-as repülőgéppel szemben. Számos kitüntetéssel és személyes gratulációval rendelkezett.

### Győzelmei
| Sorszám | Dátum                | Beosztási hely | Ellenséges repülő típusa | Ellenfél              | Hely         |
| 1       | 1916. június 25.     | 7. hadtest     | Nieuport 11              | Aviatik B.III         | Podhajci     |
| 2       | 1916. október 4.     | 7. hadtest     | Nieuport 11              | Two-Seater            | Zolota-Lipa  |
| 3       | 1916. október 18.    | 7. hadtest     | Nieuport 11              | EA                    | Lipica       |
| 4       | 1917. március 7.     | 7. hadtest     | Nierpourt 11             | Two-Seater            | Lipica       |
| 5       | 1917. április 13.    | 7. hadtest     | Morane-Saulnier H        | Hansa-Brandenburg C.I | Bohorodcsani |
| 6       | 1917. április 13.    | 7. hadtest     | Morane-Saulnier H        | Hansa-Brandenburg C.I | Bohorodcsani |
| 7       | 1917. június 27.     | 7. hadtest     | Nierpourt 17             | EA                    | Sumlani      |
| 8       | 1917. július 2.      | 7. hadtest     | Nierpourt 11             | Hansa-Brandenburg C.I | Berezsani    |
| 9       | 1917. július 6.      | 7. hadtest     | Nierpourt 11             | EA                    | Berezsani    |
| 10      | 1917. július 11.     | 7. hadtest     | Nierpourt 11             | EA                    | Berezsani    |
| 11      | 1917. július 18.     | 7. hadtest     | Nierpourt 11             | EA                    | Berezsani    |
| 12      | 1917. július 20.     | 7. hadtest     | Nierpourt 11             | Two-Seater            | Teropil      |
| 13      | 1917. augusztus 5.   | 7. hadtest     | Nierpourt 11             | Two-Seater            | Berezsani    |
| 14      | 1917. szeptember 23. | 7. hadtest     | Nierpourt 11             | Albatros D.III        | Huszjatin    |
| 15      | 1917. október 8.     | 32. hadtest    | Nierpourt 21             | Aviatik C             | Zbrizh       |
| 16      | 1917. október 14.    | 32. hadtest    | Nierpourt 21             | Albatros D.III        | Horodok      |

### Háború utáni évei
A háború után néhány évvel kivándorolt és az Amerikai Egyesült Államokban telepedett le. Itt is halt meg Floridában, Dade megyében 1959 augusztusában.

## Külső hivatkozások
- Vaszilij Jancsenko az Ugolok nyeba (airwar.ru) oldalán (oroszul)